# Emberiza sahari

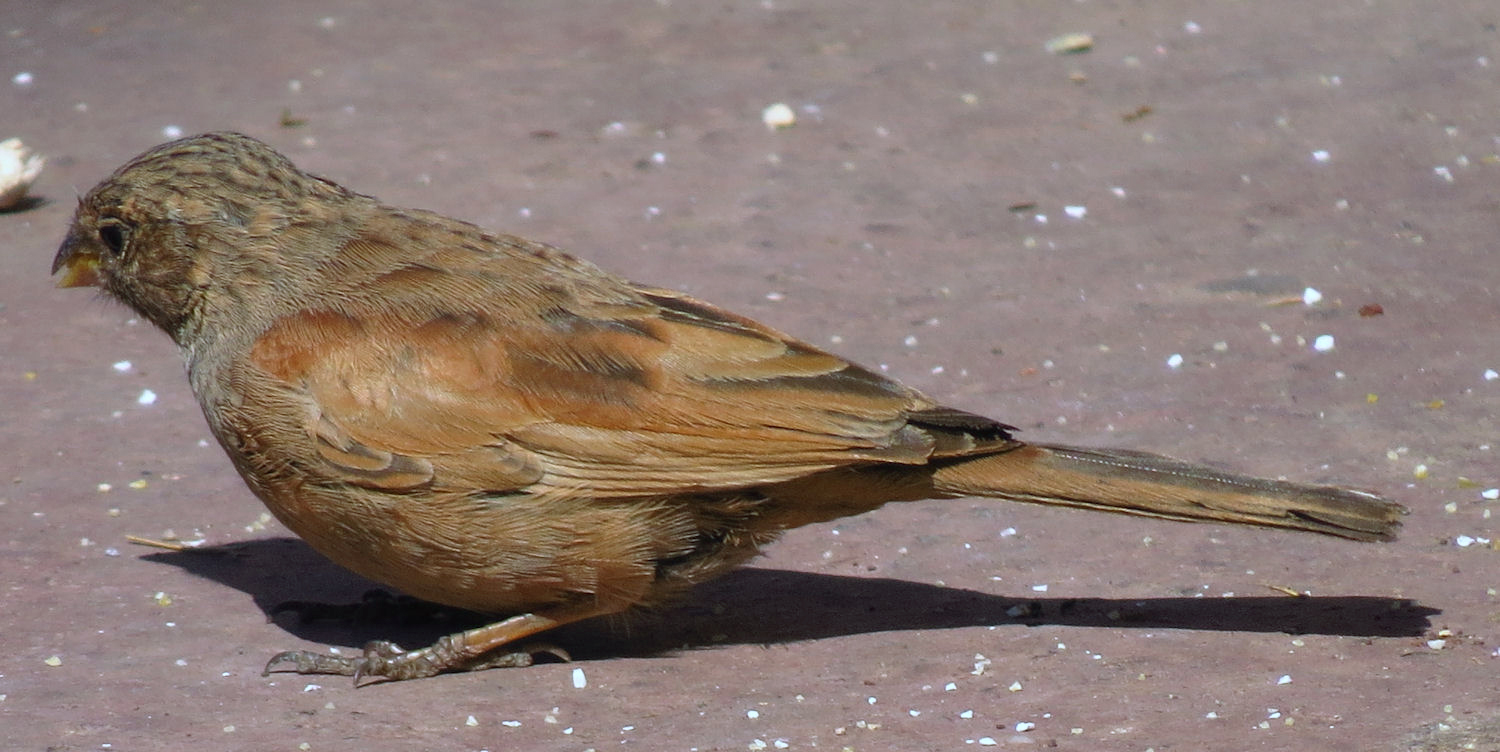
Giovane esemplare fotografato a Marrakech

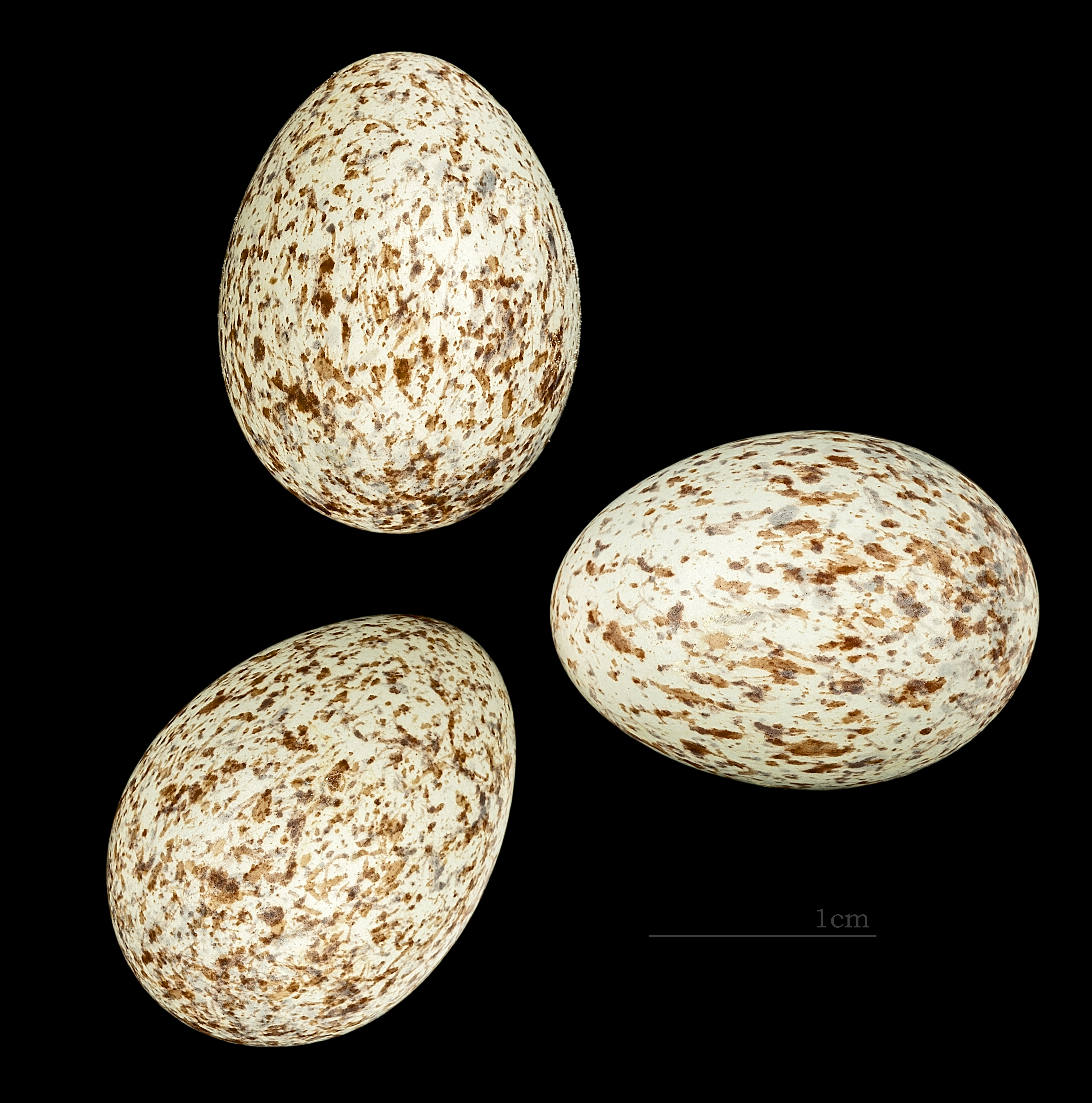
Uova di Emberiza sahari

Lo zigolo domestico o pavese di casa (Emberiza sahari Levaillant, 1850) è un uccello passeriforme della famiglia Emberizidae.

## Descrizione
È lungo 14 cm, di dimensioni simili allo zigolo striato e più piccolo dello zigolo delle rocce. Il maschio riproduttore ha un corpo marrone-arancio sabbioso e una testa grigia leggermente striata di scuro ma senza il supercilium bianco che ha il pavese spogliato. La testa della femmina ha una tinta marrone tendente al grigio, e striature più diffuse.

## Biologia

### Riproduzione
Il periodo di incubazione della covata di tre uova è di 12-14 giorni.

### Verso
Il verso è simile a quello del fringuello comune, ma di intensità più debole.

## Distribuzione e habitat
Lo zigolo domestico si trova nell'Africa nord-occidentale dal Marocco fino al Mali a sud e al Ciad a est. In Marocco la specie si è espansa dalle montagne dell'Atlante verso nord dagli anni '60 e ha recentemente raggiunto Tangeri e Tétouan sulla sponda meridionale dello Stretto di Gibilterra.

## Origine della specie
Lo zigolo domestico si è recentemente diviso dalla specie dello zigolo striato, di cui era considerato una sottospecie, Emberiza striolata sahari. Lo zigolo striato ha strisce facciali più marcate e una pancia più pallida rispetto allo zigolo domestico.

## Cultura
In Marocco, la specie è tradizionalmente considerata sacra, e agli esemplari è permesso di circolare liberamente all'interno di case, negozi e moschee.